# Figaret
Figaret — ou Figaret Paris, auparavant nommée Alain Figaret, est une entreprise française de prêt-à-porter masculin et féminin spécialisée dans la chemise, y compris en sur-mesure.
Fondée par Alain Figaret en 1968, la première boutique de la marque est ouverte à Biarritz. En 1976, elle ouvre sa première boutique à Paris, entièrement consacrée à la chemise.
En 2017, la marque devient Figaret Paris. Elle propose une gamme de chemises, ainsi qu’une sélection de prêt-à-porter et d’accessoires pour hommes et pour femmes,.
Les modèles phares de la marque incluent : la chemise col Figaret (court, évasé, à baleines incorporées), les chemises mixtes brodées « Je t’aime » sur l’envers de la patte de boutonnage, ainsi que les chemises Carl au col droit ouvert.

## Historique
1968 : Alain Figaret crée la marque.
1976 : Inauguration de la première boutique entièrement consacrée à la chemise homme et femme, au 21 rue de la Paix à Paris.
1980 : Lancement du prêt-à-porter.
2002 : Ouverture du flagship de la place de la Madeleine à Paris.
2006 : Acquisition par le Groupe EPI, qui détient notamment Bonpoint, Piper-Heidsieck et J.M. Weston. Lancement de la boutique en ligne.
2009 : Pendant sept ans, Figaret sera le partenaire officiel des courses automobiles.
2010 : Inauguration du service sur mesure avec une fabrication made in France,.
2017 : Experienced Capital Partner, société d’investissement spécialisée dans le secteur du luxe abordable, prend participation dans la marque à hauteur de 70 %. Figaret Paris se renouvelle et entreprend un plan de développement.
2018 : Nomination d'Éléonore Baudry à la présidence de la marque.
2021 : Création de la collection de chemises mixtes « Je t’aime », librement inspirée du film Les Choses de la vie de Claude Sautet (1970)[source secondaire souhaitée].
2023 : Ouverture de la première boutique en Belgique à Bruxelles,.
2024 : Figaret collabore avec la marque d'art de vivre Casa Lopez, autour d'une collection capsule de chemises mixtes.